# Fremad Amager
Boldklubben Fremad Amager (Fremad A.) är en fotbollsklubb på ön Amager i Köpenhamn i Danmark, grundad 10 juni 1910.
Den 1 juli 2008 bildas FC Amager genom en sammanslagning av Fremad Amager, Kastrup Boldklub, Amager FF och Kløvermarkens FB.

## Meriter
- 2 gånger danska vicemästare (1939/40, 1940/41)
- 1 gånger danska vicecupmästare (1971/72)
- 1 gånger deltagar i UEFA Cupvinnarcupen (1972/73)

## Kända spelare
- Frank Arnesen (1974-1975)
- Peter Nielsen (19??-19??)
- Søren Lerby (19??-1975)
- Ivan Nielsen (1975-77, 1977-79, 1990)
- Henrik Andersen (19??-1982)
- Håkan Söderstjerna (1998-2000)
- Todi Jónsson (2007-2007)